# Cathédrale Notre-Dame-de-l'Assomption de Gozo
Cette  cathédrale ne doit pas être confondue avec une autre cathédrale de Malte.
 D’autres cathédrales portent le nom de cathédrale Notre-Dame-de-l'Assomption.
La cathédrale de Gozo (en maltais Knisja Katidrali ta' Għawdex ou en anglais Gozo Cathedral) est une église catholique, cathédrale du diocèse de Gozo située à Rabat - Victoria, sur l'île de Gozo.
Elle est consacrée à Marija Santissima Omm Alla (sainte Marie, Mère de Dieu) - Notre-Dame-de-l'Assomption.
La fête dédicace de la cathédrale a lieu le quinze août. Lors de cette festa la statue de la Vierge-Marie, en bois sur socle d'argent d'un poids total de 400 kg, fabriquée à Rome, habituellement présentée aux fidèles dans une alcôve sur la gauche de la nef, est portée à dos d'homme dans toute la ville.

## Historique
L'église fut construite en pierre calcaire locale entre 1697 et 1711 d'après les plans de l'architecte Lorenzo Gafa sur les ruines d'une ancienne église dévastée par le séisme de 1693. La reconstruction a montré que l'église est édifiée sur les fondations d'une ou plusieurs églises ou chapelles, ainsi que sur un ancien temple certainement celui de Junon mentionné par Cicéron et peut être aussi un temple phénicien dédié à Astarté,.
Cette église avait rang de collégiale, elle devient cathédrale sur décision du pape Pie VII lors de la création de l'évêché de Victoria en 1864.
Plusieurs grands maîtres de l'ordre de Saint-Jean de Jérusalem furent investis dans cette église ou collégiale.

## Description
L'église cathédrale de Gozo est représentative du baroque maltais de Lorenzo Gafa fortement inspiré de l'art jésuite ou du baroque primitif de Giacomo della Porta comme exprimé dans l'église du Gesù à Rome.

### Extérieur
Construite à la même époque et par le même architecte que la cathédrale de L-Imdina. Située à l'intérieur de la citadelle de Gozo, la cathédrale de plan en croix latine s'élève au sommet d'une haute volée de marches, sur un palier les statues des papes Pie IX et Jean-Paul II. Si le corps central est assez similaire à la façade de la cathédrale de Mdina, elle en diffère par la tour rejetée de la façade vers le chevet et l'absence de toiture par manque de moyens financiers. Le vaisseau de la nef est donc couvert d'un toit en terrasse, dont émerge, au-dessus de la croisée du transept, le tambour d'une coupole jamais construite.
La façade baroque est d'une grande simplicité de ligne, trois travées à portail central surmonté des armes du grand maître Raimondo Perellos y Roccafull et de l'évêque Davide Coco Palmieri (15 mai 1684-19 septembre 1711), toutes séparées par des colonnes engagées à chapiteaux corinthiens sur un premier niveau, et une travée supérieure de même en fronton à la Vierge, couronné à chaque angle d'un pinacle de pierre.

### Intérieur

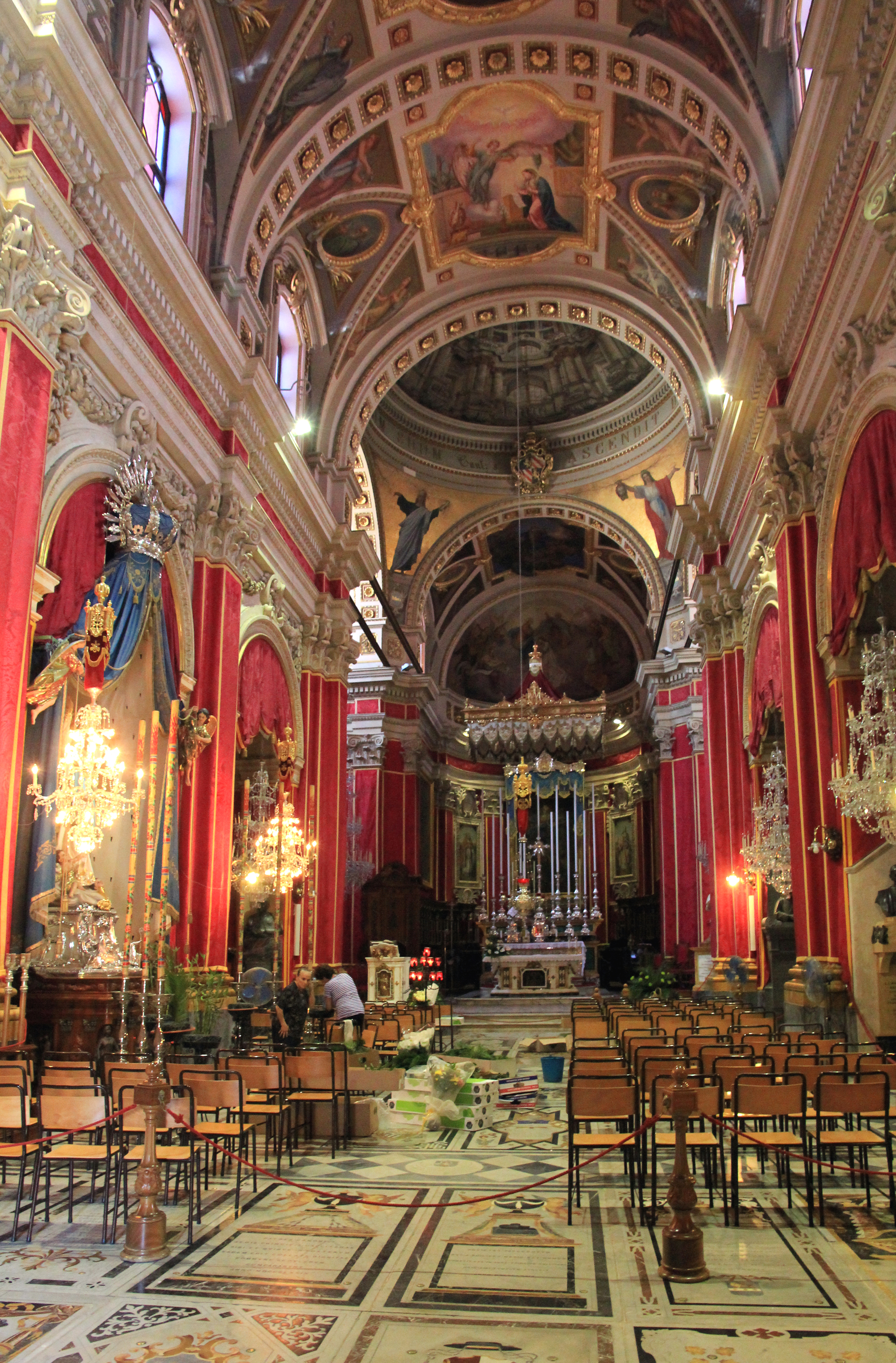
Intérieur

Le vaste vaisseau de la nef à voûte en berceau terminée à chaque extrémité par un cul-de-four est entièrement recouvert de peinture en caisson et éclairé par six fenêtres au-dessus des chapelles latérales. Le transept, court et très lumineux, sépare le cœur éclairé de deux fenêtres et meublé de stalles en bois. C'est du maître autel marqueté en malachite qu'il faut observer la peinture en trompe-l’œil de 1739 d'Antonio Manuele da Messina qui donne l'illusion de la coupole absente. Une tribune au-dessus de l'entrée comporte le buffet d'orgue, au-dessous de chaque côté de l'entrée des fonts baptismaux en onyx de Żebbuġ (celui de droite est une copie). La nef est revêtue d'un pavement de pierres tombales armoriées de membres du clergé en marqueterie de marbre. La cathédrale renferme des œuvres diverses, une Naissance de la Vierge et une Immaculée Conception de Michele Busuttil, d'autres de Hyzler (1793-1858) et de son élève Tommaso Madiona.

### Crypte
La crypte est fermée au public et est accessible de l'extérieur de l'église cathédrale par la rue de la porte de Mdina. à l'entrée de la crypte, une grande salle est réservée pour recevoir les évêques de Gozo.
Dans cette crypte sont visibles des pierres de fondation qui devaient faire partie du temple romain.

## Autour de la cathédrale
Sur la droite de la piazzetta (parvis de la cathédrale) se trouvent l'évêché et la maison du chapitre construits sur les plans de Lorenzo Gafa en même temps que l'église. Au chevet de l'église cathédrale se trouve le musée de la cathédrale qui renferme des vêtements liturgiques, divers objets sacrés, des peintures et un carrosse d'un évêque.
Sans rapport avec la cathédrale, la piazzetta est bordée sur son côté gauche par la tour de l'horloge, le palais de justice et le palais du Gouverneur.